# Charles Goerens
Charles Goerens (Ettelbruck, 6 de febrer de 1952) és un polític luxemburguès, membre del Partit Democràtic, del que va ser president entre 1989 i 1994.

## Al Govern de Luxemburg
Goerens va formar part del govern de Jean-Claude Juncker entre el 7 d'agost de 1999 i el 31 de juliol de 2004, sent ministre de defensa durant tot el període i ministre d'afers exteriors des del 20 de juliol de 2004 fins al 31 d'aquest mateix mes. Va sortir del govern quan Juncker i el seu partit, el Partit Popular Social Cristià, després de les eleccions del 13 de juny, no va revalidar el pacte amb el seu partit, pactant ara amb el Partit Obrer Socialista Luxemburguès.

## Al Parlament Europeu
Goerens va ser eurodiputat des de 1982 fins a 1984 i des de 1994 fins a 1999.